# 엘라 콜트레인
엘라 콜트레인(Ellar Coltrane, 1994년 8월 27일 ~ )은 미국의 배우이다. 2002년부터 2013년 8월까지 촬영된 영화 《보이후드》의 주인공 메이슨 역으로 잘 알려져 있으며, 이 작품은 2014년에 공개되었다.

## 출연 작품
- 보이후드
- 더 서클